# Ambeon
Ambeon, projekt som startades av den nederländske multiinstrumentalisten Arjen Lucassen (Ayreon, Star One, m.fl.) tillsammans med den då blott fjorton år gamla Astrid van der Veen (theEndorphins).

## Medverkande i projektet
- Arjen Lucassen - Gitarr + låtskrivare
- Astrid van der Veen - Sång
- John McManus - Flöjt
- Pat McManus - Fiol
- Stephen van Haestregt - Trummor
- Walter Latupeirissa - Bas

Det har bara släppts en skiva från projektet, Fate of a Dreamer, 2000.